# Parachromis loisellei
Parachromis loisellei är en fiskart som först beskrevs av Bussing, 1989.  Parachromis loisellei ingår i släktet Parachromis och familjen Cichlidae. Inga underarter finns listade i Catalogue of Life.